# Campeonato Europeo de Biatlón de 2004
El XI Campeonato Europeo de Biatlón se celebró en Minsk (Bielorrusia) entre el 17 y el 22 de febrero de 2004 bajo la organización de la Unión Internacional de Biatlón (IBU).

## Resultados

### Masculino
| Evento                      | Oro                                                                                      | Plata                                                                                        | Bronce                                                                                      |
| --------------------------- | ---------------------------------------------------------------------------------------- | -------------------------------------------------------------------------------------------- | ------------------------------------------------------------------------------------------- |
| 10 km velocidad (18.02)     | Alexandr Syman · Bielorrusia · 28:09,4                                                   | Tomasz Sikora · Polonia · 28:28,7                                                            | Vladimir Drachov · Bielorrusia · 28:47,2                                                    |
| 20 km individual (21.02)    | Tomasz Sikora · Polonia · 55:07,9                                                        | Dmitri Yaroshenko · Rusia · 55:19,9                                                          | Alexei Churin · Rusia · 55:23,6                                                             |
| 12,5 km persecución (19.02) | Tomasz Sikora · Polonia · 33:53,6                                                        | Alexander Os · Noruega · 36:02,5                                                             | Yevgueni Trebushenko · Rusia · 36:15,1                                                      |
| Relevos 4 × 7,5 km (22.02)  | Alemania · Michael Rösch · Jörn Wollschläger · Carsten Heymann · Daniel Graf · 1:18:29,1 | Noruega · Anstein Mykland · Alexander Os · Dag Bjørndalen · Tor Halvor Bjørnstad · 1:18:40,1 | Polonia · Michał Piecha · Wiesław Ziemianin · Grzegorz Bodziana · Tomasz Sikora · 1:19:48,5 |

### Femenino
| Evento                    | Oro                                                                                           | Plata                                                                                            | Bronce                                                                              |
| ------------------------- | --------------------------------------------------------------------------------------------- | ------------------------------------------------------------------------------------------------ | ----------------------------------------------------------------------------------- |
| 7,5 km velocidad (18.02)  | Olena Zubrylova · Bielorrusia · 21:55,6                                                       | Olena Petrova · Ucrania · 22:05,9                                                                | Irina Malguina · Rusia · 22:38,7                                                    |
| 15 km individual (21.02)  | Ekaterina Dafovska Bulgaria 46:14,7                                                           | Olena Zubrylova · Bielorrusia · 46:35,7                                                          | Pavlina Fiplova Bulgaria 47:19,6                                                    |
| 10 km persecución (19.02) | Olena Petrova · Ucrania · 30:41,8                                                             | Yekaterina Ivanova · Bielorrusia · 31:18,1                                                       | Olena Zubrylova · Bielorrusia · 32:15,4                                             |
| Relevos 4 × 6 km (22.02)  | Rusia · Olga Anisimova · Svetlana Chernousova · Natalia Sokolova · Irina Malguina · 1:11:36,8 | Bielorrusia · Yekaterina Ivanova · Liudmila Ananka · Olga Nazarova · Olena Zubrylova · 1:12:37,0 | Alemania · Katharina Echter · Ina Menzel · Romy Beer · Sabrina Buchholz · 1:13:14,7 |

## Medallero
| Núm. | País        | Oro | Plata | Bronce | Total |
| ---- | ----------- | --- | ----- | ------ | ----- |
| 1    | Bielorrusia | 2   | 3     | 2      | 7     |
| 2    | Polonia     | 2   | 1     | 1      | 4     |
| 3    | Rusia       | 1   | 1     | 3      | 5     |
| 4    | Ucrania     | 1   | 1     | 0      | 2     |
| 5    | Alemania    | 1   | 0     | 1      | 2     |
| 5    | Bulgaria    | 1   | 0     | 1      | 2     |
| 7    | Noruega     | 0   | 2     | 0      | 2     |
|      | TOTAL       | 8   | 8     | 8      | 24    |